# Salamon-szigetek (szigetcsoport)
A Salamon-szigetek szigetcsoport a Csendes-óceán déli részében, Ausztráliától északkeletre. Jórészt az azonos nevű államhoz, a Salamon-szigetekhez tartozik, a csoport északnyugati szigetei azonban Pápua Új-Guinea keleti, Bougainville nevű autonóm tartományához tartoznak.

## Földrajza
Változó aktivitású vulkáni szigetekből és korall atollokból áll. A csoport legnagyobb tagja a Bougainville sziget, ott található az 1855 m magas Bagana vulkán, mely először 1842-ben tört ki.

### Éghajlata
A szigetek éghajlata trópusi, a hőmérséklet azonban nem sokat ingadozik. az Egyenlítőhöz való közelség és a környező óceán kiegyenlítő szerepe miatt. Áprilistól októberig, a száraz évszakban délkeleti szelek fújnak, olykor 55 kilométer/órás, vagy még gyorsabb lökésekkel.
Novembertől márciusig tart az északnyugati monszun okozta esős évszak. Ez tipikusan melegebb és nedvesebb. A ciklonok a Korall-tengeren, vagy a Salamon-szigetek térségében keletkeznek, és tipikusan Vanuatu és Új-Kaledónia felé tartanak, illetve az ausztrál partok mentén.

## Története

### A történelem előtt
Az első, pápua nyelvű betelepülők Kr. e. 30000 körül érkezhettek Új-Írország szigetéről. Ez volt a legtávolabbi vidék, ameddig az ember eljutott a Csendes-óceánon, az ausztronézek érkezéséig Kr. e. 4000 körül. Ők új kulturális elemeket hoztak magukkal, mint például a külvillás kenu.
Kr. e. 1200 és 800 közt érkeztek a polinézek ősei, a jellegzetes kerámiákat készítő lapiták a Bismarck-szigetekről. A ma itt beszélt nyelvek többsége ebből az időszakból származik, de fennmaradtak az ausztronézek előtti nyelvek is.

### Az európai időszak
Az első idevetődő európai a spanyol Álvaro de Mendaña de Neira volt, aki a perui alkirályságból tartott a Spanyol Kelet-Indiákra, 1568-ban.
Az európaiak érkezése előtt a szigetek lakói közt elterjedt volt a fejvadászat és a kannibalizmus.
Misszionáriusok a 19. század közepétől érkeztek a Salamon-szigetekre. Kezdetben kevés sikert értek el a brutális, erőszakot és vérontást hozó embervadászat miatt, amely arra szolgált, hogy Queensland és a Fidzsi-szigetek cukornádültetvényeit munkásokkal lássák el. 1885-ben Németország protektorátust hozott létre az északi szigeteken: ez volt a Német Salamon-szigetek Protektorátus. A munkáskereskedelem borzalmainak a hatására 1893-ban az Egyesült Királyság is protektorátust alapított, a déli szigeteken 1893 júniusában. Ez volt a Brit Salamon-szigetek Protektorátus.
1900-ban, az előző évben kötött Háromoldalú Konvenció értelmében a németek saját szigeteik egy részét átadták a brit protektorátusnak. Északnyugati szigeteiket a németek egészen az első világháború elejéig megtartották, amikor az ausztrálok foglalták el őket. A háború után Nemzetek Szövetsége mandátum alapján ezek a szigetek Német Új-Guinea többi részével együtt ausztrál igazgatás alá kerültek, és létrejött Ausztrál Új-Guinea.
A második világháborúban a Pápua Terület és a mandátum alá tartozó Új-Guineai Terület az Ausztrál Új-Guineai Közigazgatási Egység (1942-1946) részei voltak. A háború után 1949-ig a két szomszédos területet külön igazgatták az ausztrálok. Ekkor hivatalosan egyesítették őket Pápua és Új-Guineai Terület néven.

### A függetlenség
1975-ben a Pápua és Új-Guineai Terület független lett, Pápua Új-Guinea néven. Bougainville autonóm régiót 2000-ben hozták létre az északi Salamon-szigeteken.
A következő évben a Brit Salamon-szigetek is elnyerték az önkormányzatot, majd 1978 július 7-én a függetlenséget is. Létrejött a Salamon-szigetek állam.

## Népessége
A szigetek népességének zöme melanéz, de van polinéz és mikronéz kisebbség is. Jelentős számban vándoroltak be kínaiak.

### Nyelvei
A térségben sok melanéz nyelv (főképpen délkelet-salamoniak) és polinéz nyelv őshonos. Mikronéz nyelveket bevándorolt népcsoportok beszélnek itt. A szigetcsoport mindkét részében az angol is hivatalos nyelv.

### Vallás
A legjelentősebb vallás a szigeteken a kereszténység. A legnagyobb egyház a melanéziai anglikán egyház.

## Kormányzata
A szigetcsoport egy része a Salamon-szigetek nevű államhoz tartozik, a másik rész Pápua Új-Guinea Buogainville autonóm régiója igazgatása alatt áll. Bougainville-ben vannak függetlenségi törekvések.

## Fordítás
Ez a szócikk részben vagy egészben  a   Solomon Islands (archipelago) című angol Wikipédia-szócikk ezen változatának fordításán alapul.  Az eredeti cikk szerkesztőit annak laptörténete sorolja fel. Ez a jelzés csupán a megfogalmazás eredetét és a szerzői jogokat jelzi, nem szolgál a cikkben szereplő információk forrásmegjelöléseként.